# 陆永安 (1951年)
陆永安（法語：Christian Lu，1951年3月18日—），法籍华裔绘画艺术家。法国无极国际文化艺术交流协会主席。1951年3月18日出生于中国上海，1981年定居法国巴黎。

## 生平
陆永安出生于一个书香世家。祖父陆君秀在江阴开办学校，系教育家。父亲陆本勉是化纤专家，喜爱书画收藏。陆永安自幼随义父沈子丞学中国绘画史、刘海粟学水墨、颜文樑学油画、林风眠学水粉、李咏森学水彩。而后，他周游拜访了各地的绘画大家，有北京的李可染、吴作人、李苦禅、蒋兆和等，金陵的钱松岩、魏紫熙、宋文治，岭南的关山月、黎雄才等。

## 艺术时期
1981年在林风眠、刘海粟、颜文樑的推荐下来到巴黎赵无极工作室，从1982年至1989年担任赵无极助理。1981年至1983年从事水墨音乐画的创作。1983年3月，在巴黎欧洲国际文化艺术研究中心法国总部，首次为东方艺术家举办《陆永安贝多芬交响音乐水墨画展》，同年被载入《法国世界名人录》，加入法国艺术家协会。1984年上海人民美术出版社出版的《美术丛刊》，第27期上开设的“老、中、青三代艺术家”专题介绍了张大千、赵无极、陆永安的绘画成就，同时分别刊出他们的水墨作品：张大千作品28幅，赵无极作品8幅，陆永安作品8幅。
从此，这个来自上海的中国画家陆永安，可以一边继续做赵无极先生的助理，一边作为一位画家被法国巴黎接受。为专注于研究东方意境与西方抽象的油画创作，他停止了以卖画为生的职业生涯，开始靠自己设计的品牌服饰来获取生活来源，并获得成功。于是他开始了“生活”——花费大量的时间和精力钻研艺术，四处参观最好的展览，在欧美和祖国海内外的各大美术馆和博物馆参观学习，一个地方呆上几个月，考察当地的民风民俗，汲取艺术和生活的营养。陆永安认为，在这样的时空里，自己的艺术创作才是踏实和丰富的。就这样，陆永安隐逸三十年，潜心研究创作意象油彩画。
近年复出，2013年6月，代表联合国艺术家协会参加法国参议院举办的《对话展》。2013至2015年，连续三年作品都以非卖品获邀参加巴黎大皇宫《比较展》。2016年11月2日至11月13日，中国国家博物馆举办了《东去西来——陆永安绘画展》，这是陆永安的世界巡展首站。油画、水墨作品分别被中国国家博物馆收藏。2018年1月，作为法籍华人绘画艺术家，陆永安随法国总统马克龙访问中国。期间，马克龙总统向习近平主席赠送了陆永安创作的抽象画作品“梦想的力量”。2021年7月12日，中国驻法国使馆公使余劲松、文化公参严振全走访旅法华人画家陆永安并与其进行了交流 。
2022年10月30日，由中國美術館、中國國際文化交流中心、中央廣播電視總台“央博”數字文化藝術博物館共同主辦的“雲夢之境——陸永安藝術展”在中國美術館展出。陸永安是當代用油畫技法重塑中國畫傳統的作品並聯結中西方文化傳承交流橋樑的代表人物之一。本次展覽共展出陸永安自2014年以來創作的油畫作品32幅，選取的都是代表其藝術語言日臻成熟完善的代表性作品。
2024年1月27日，中法建交60周年之际，由中华艺术宫（上海美术馆）、中央广播电视总台“央博”数字文化艺术博物馆共同主办的“云梦之境——陆永安艺术展”开幕式在中华艺术宫（上海美术馆）隆重举行。此次展览通过“致敬”“遐想”“梦之余”“时空”四个篇章，展出了陆先生2014年以来创作的40幅代表作，如《梦想的力量》《梦之余》《东去西来》《四海一家》《向董源致敬》《向范宽致敬》《向李成致敬》《向塞尚致敬》《向梵高致敬》《向莫奈致敬》《向马蒂斯致敬》《向达芬奇致敬》《向陆游致敬》《对话赵无极》等，还有他专门为中法建交60周年所作的《同韵》《向林风眠致敬》《向吴冠中致敬》等作品，借助作品传达他立足扎根东方文化，借助西方绘画技术和材料，赋予传统中国画新的形态、色彩的美学思考。

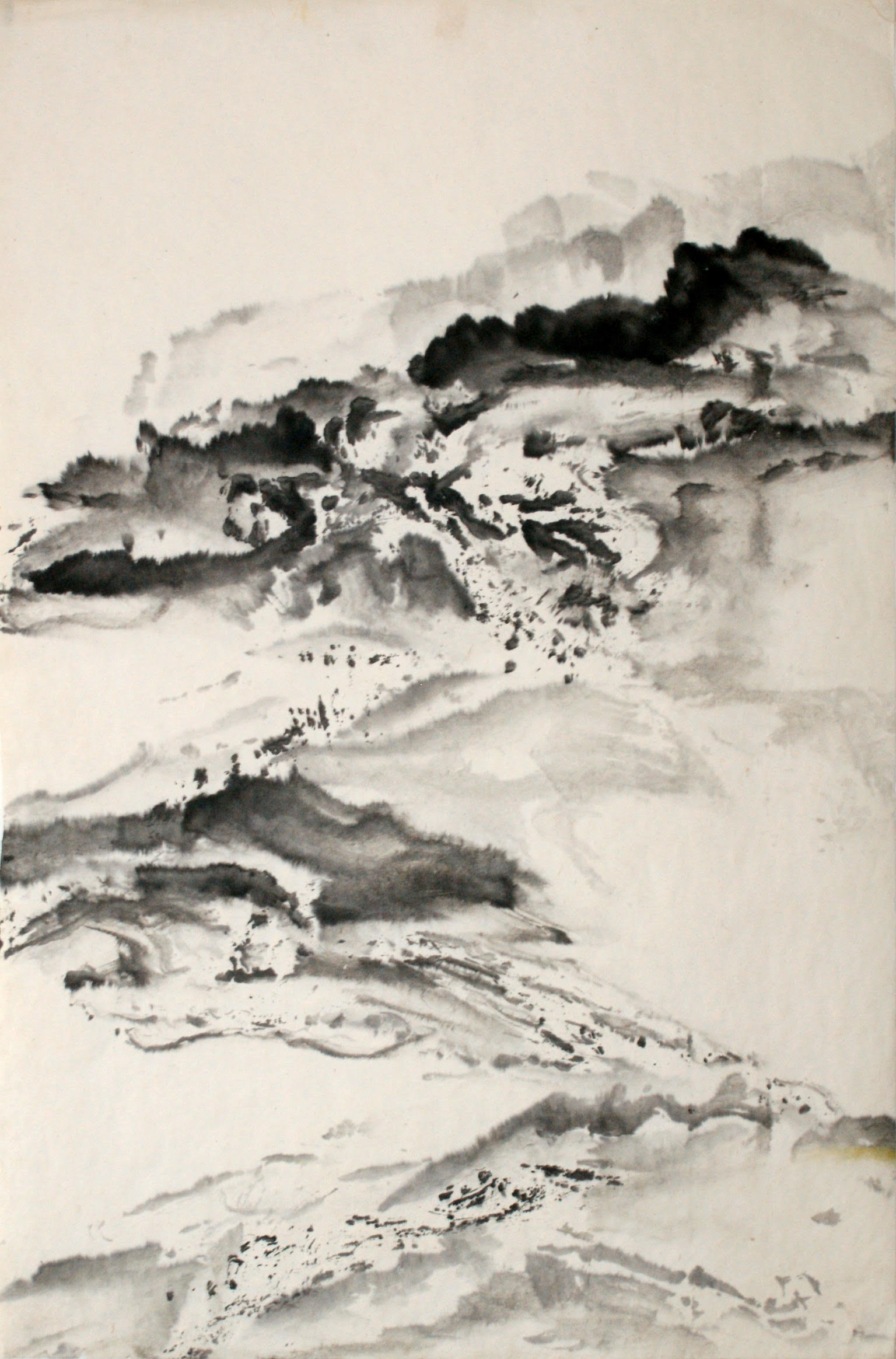
无题 水墨 1981

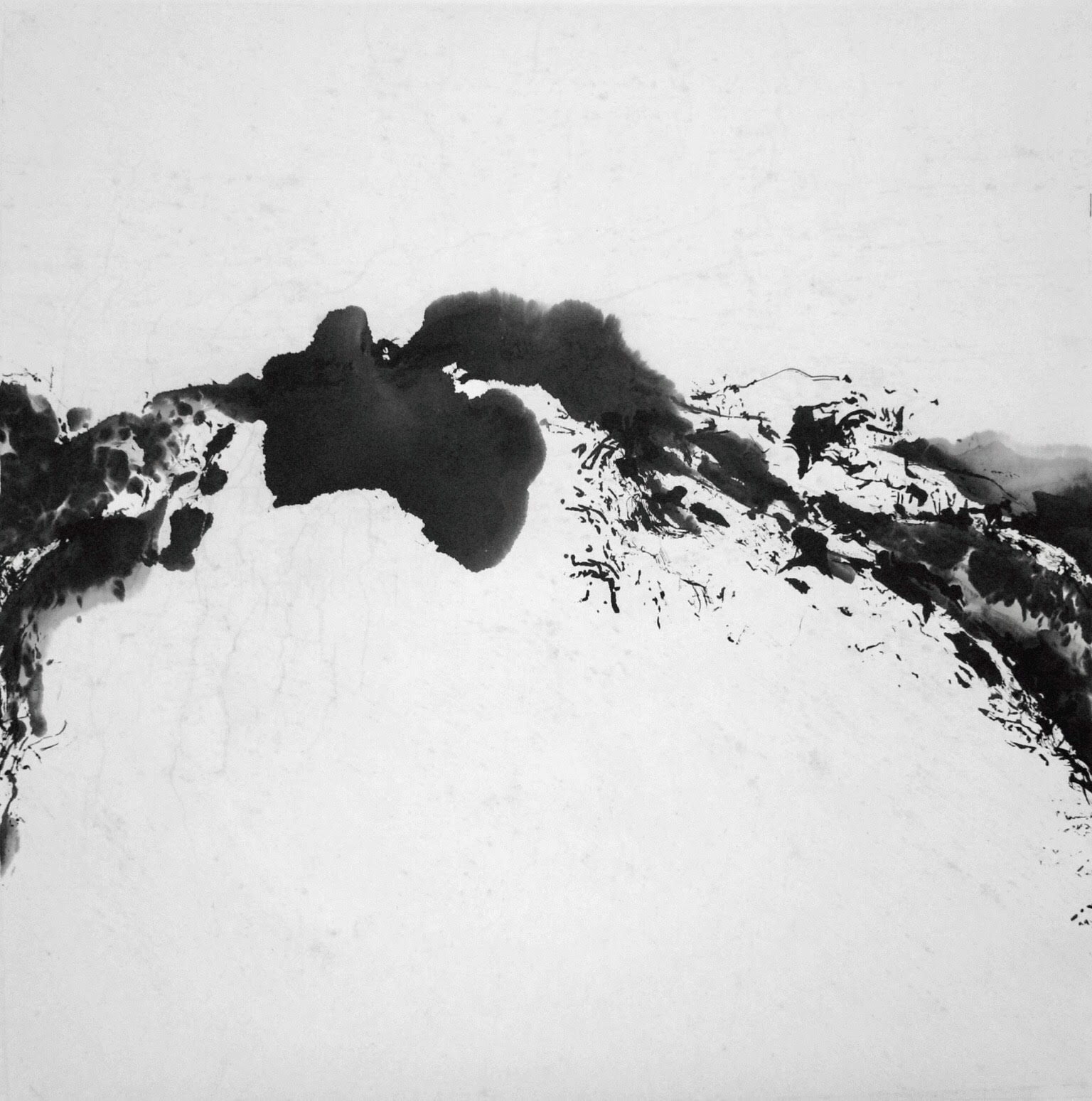
向八大山人致敬 水墨 2011 中国国家博物馆收藏

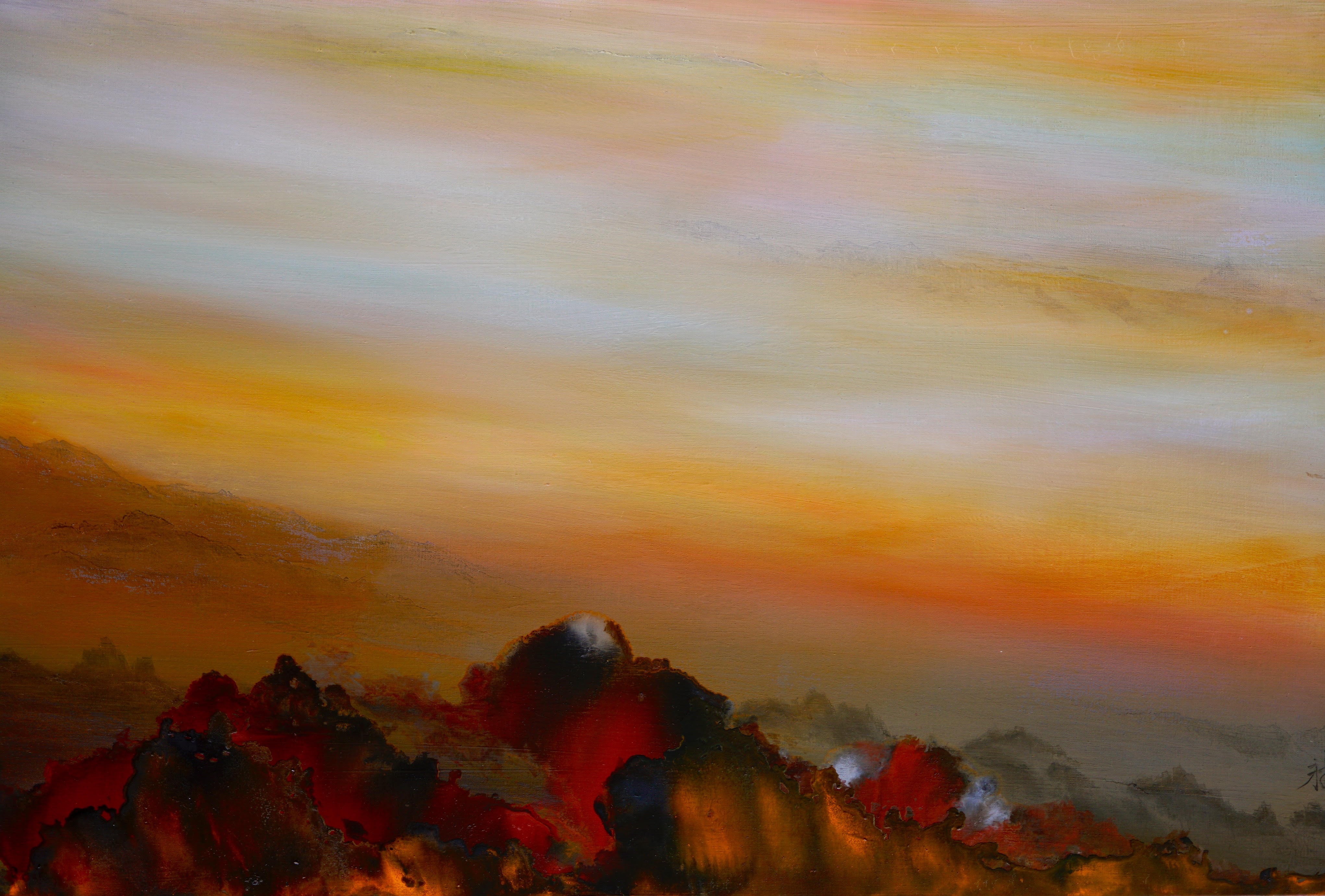
梦想的力量 之五 布面油画 2017

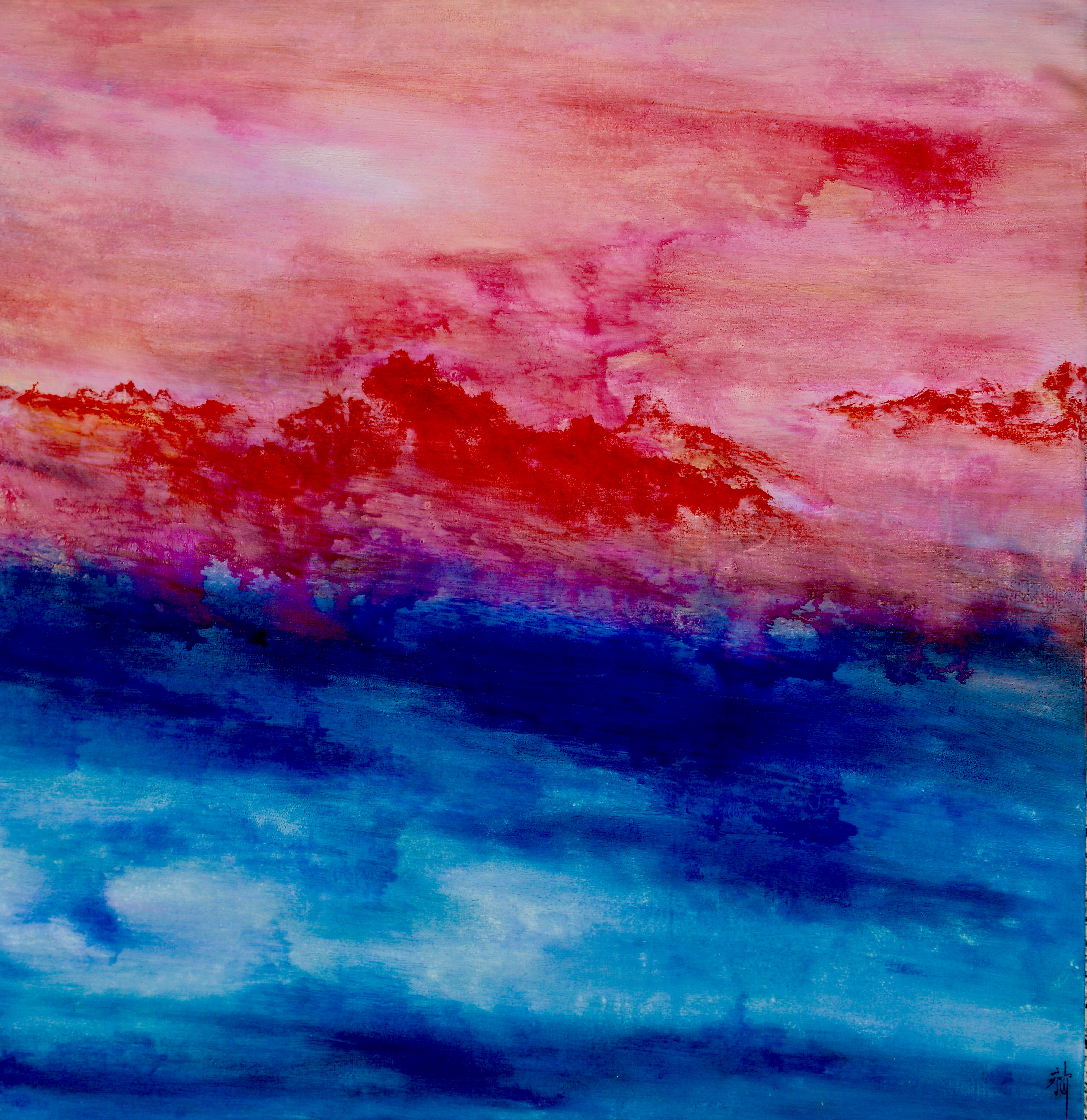
东去西来 之一 布面油画 2015 中国国家博物馆收藏

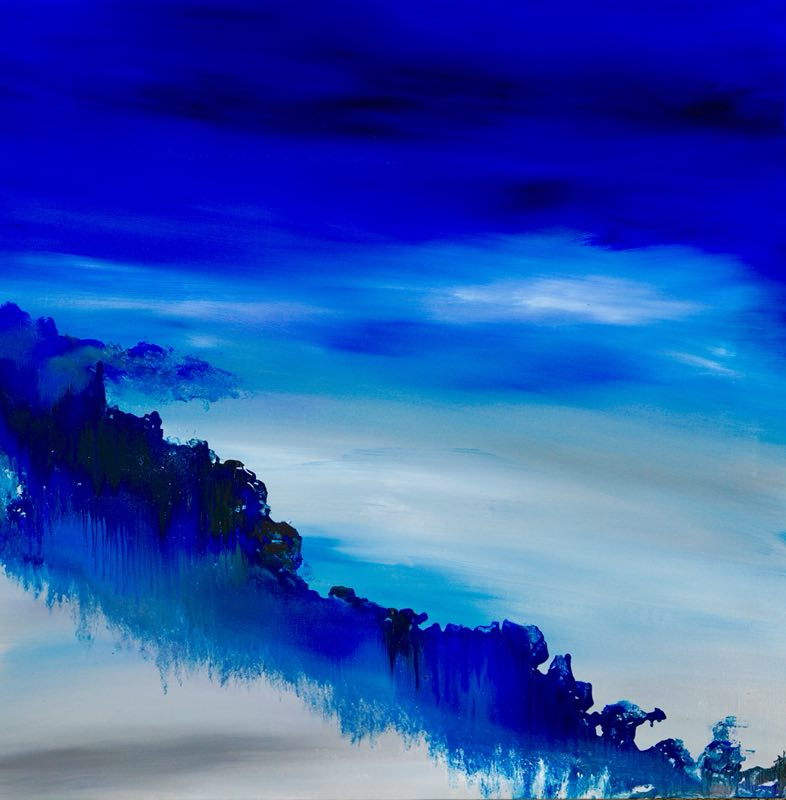
梦想的力量2017.5.7 布面油画 120x120cm 法国爱丽舍宫收藏

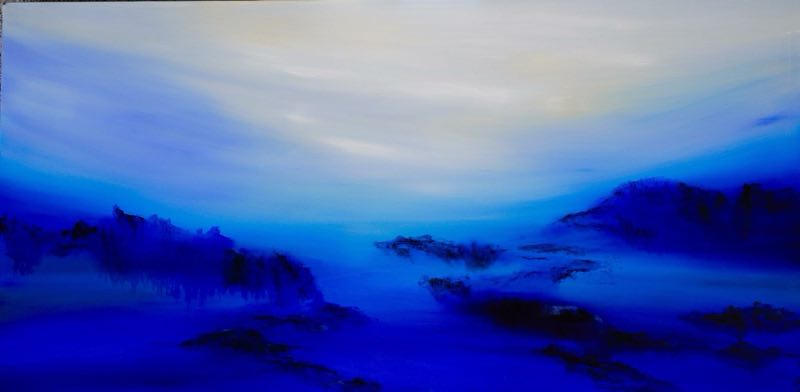
梦想的力量 2017.10.18 布面油画 97x195cm 马克龙总统赠习近平主席

### 网站
- 陆永安官网（页面存档备份，存于）
- 法国国家造型艺术委员会官网中对陆永安的介绍

### 视频
- 国博展览 — "东去西来·陆永安绘画展"开幕 （2016-11-8)

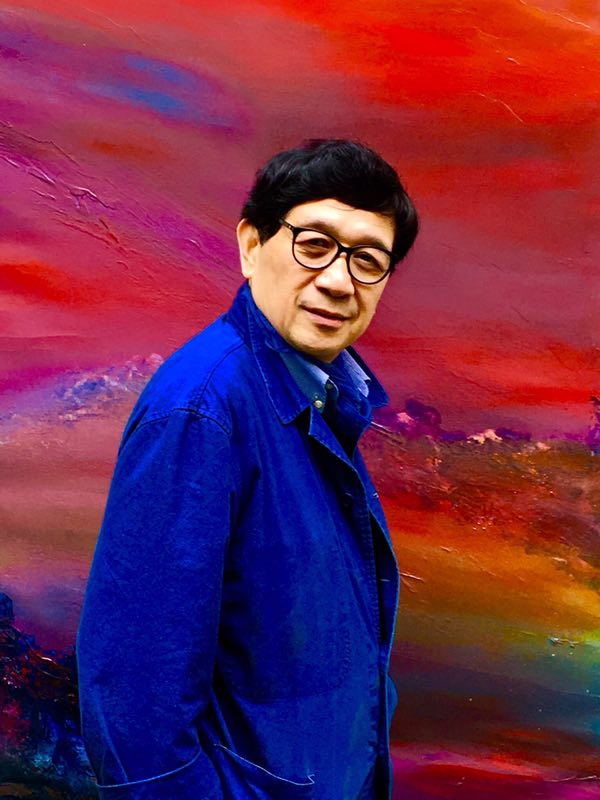
陆永安

- 东去西来 — 陆永安绘画展，Exhibition - Christian Lu (2016-12)（页面存档备份，存于）
- 法国宪法委员会主席法比尤斯与陆永安，Laurent Fabius et Christian Lu (2016)（页面存档备份，存于）
- 法国前众议院议长德勃雷与陆永安，Jean-Louis Debré et Christian Lu (2015)（页面存档备份，存于）
- 法国艺术评论家让.吕克.沙吕木与陆永安, Jean-Luc Chalumeau et Christian Lu (2015)
- 法国艺术评论家热拉尔.絮利盖拉与陆永安, Gérard Xuriguéra et Christian Lu (2015)（页面存档备份，存于）
- 法国艺术评论家莉迪亚.阿杭布与陆永安, Lydia Haramboug et Christian Lu (2015)（页面存档备份，存于）
- 陆永安的意象油彩画，央视画廊(2017)（页面存档备份，存于）
- 陆永安的意象油彩画，央视网书画频道(2017)（页面存档备份，存于）
- 陆永安的色彩世界，央视网书画频道(2022)（页面存档备份，存于）

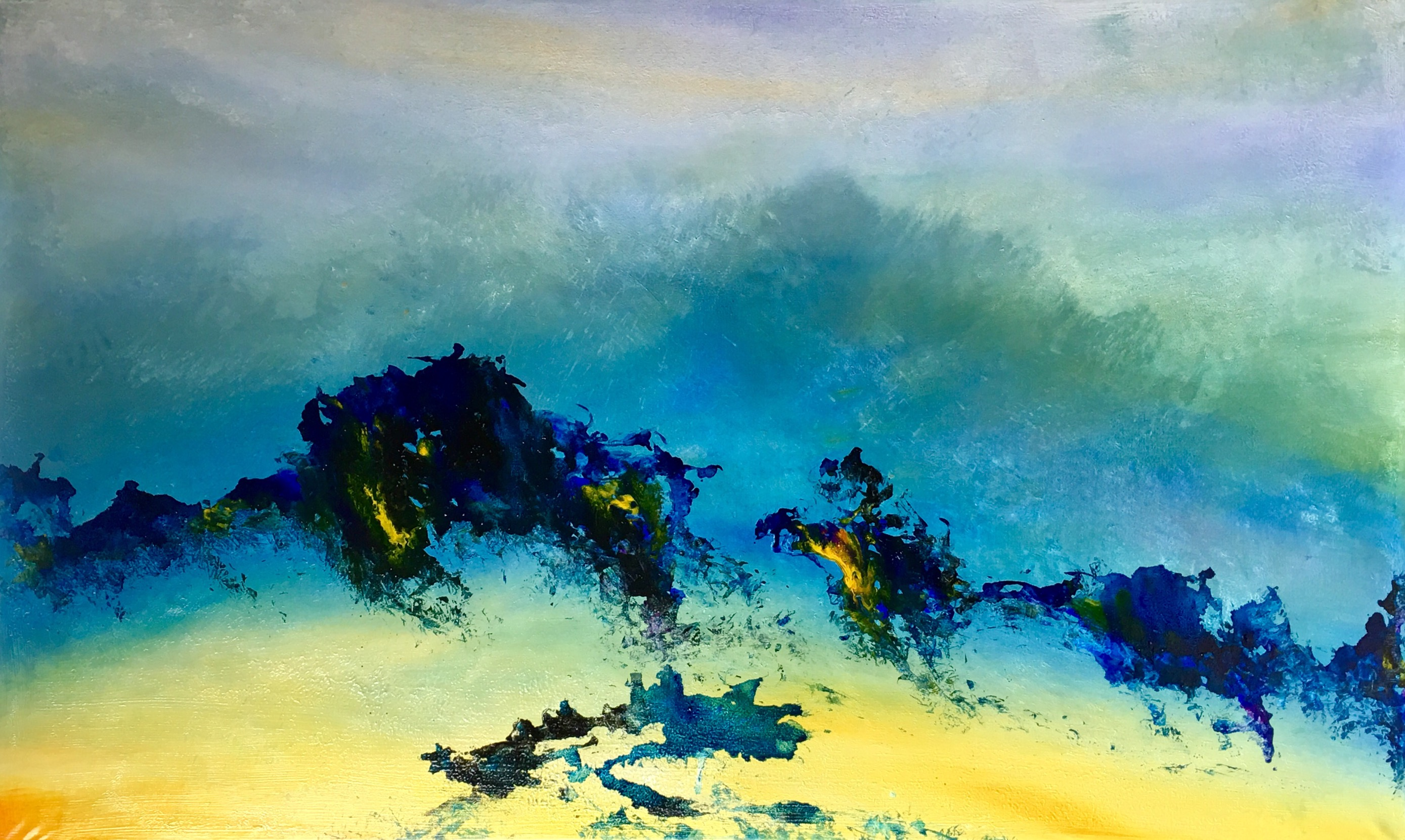
梦想的力量之二 布面油画 2015
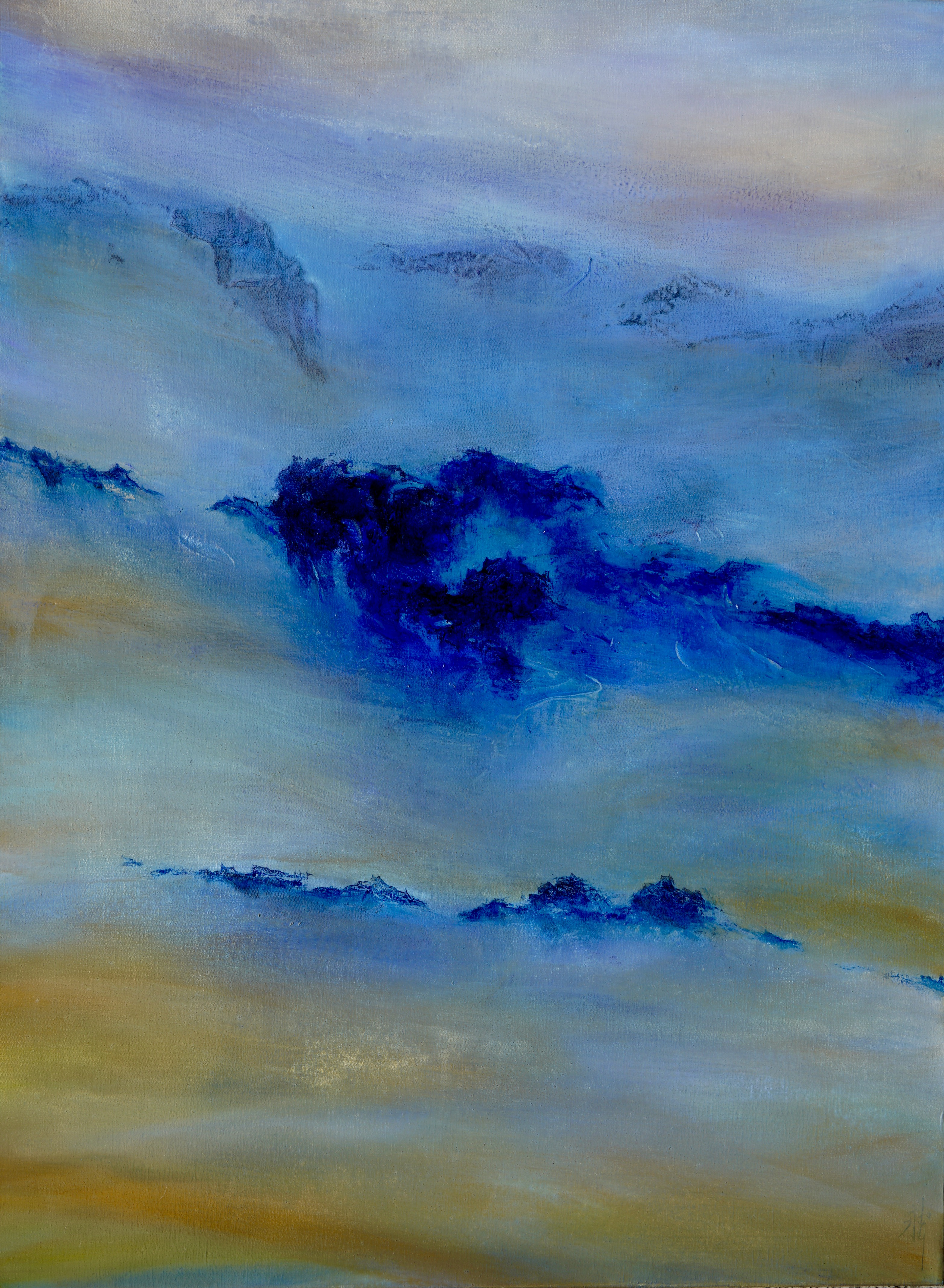
无极之一  布面油画 2015
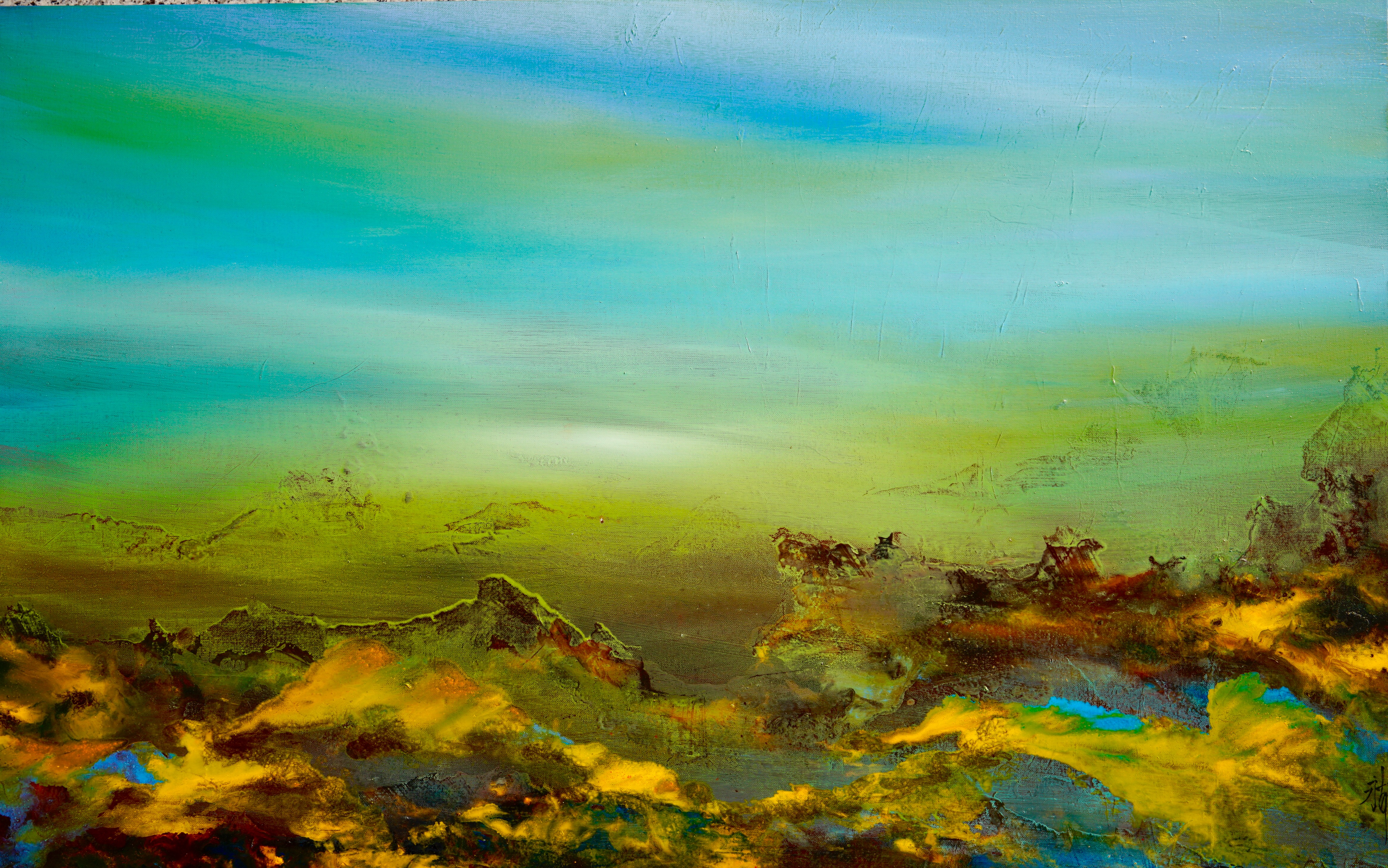
无题 布面油画 2014
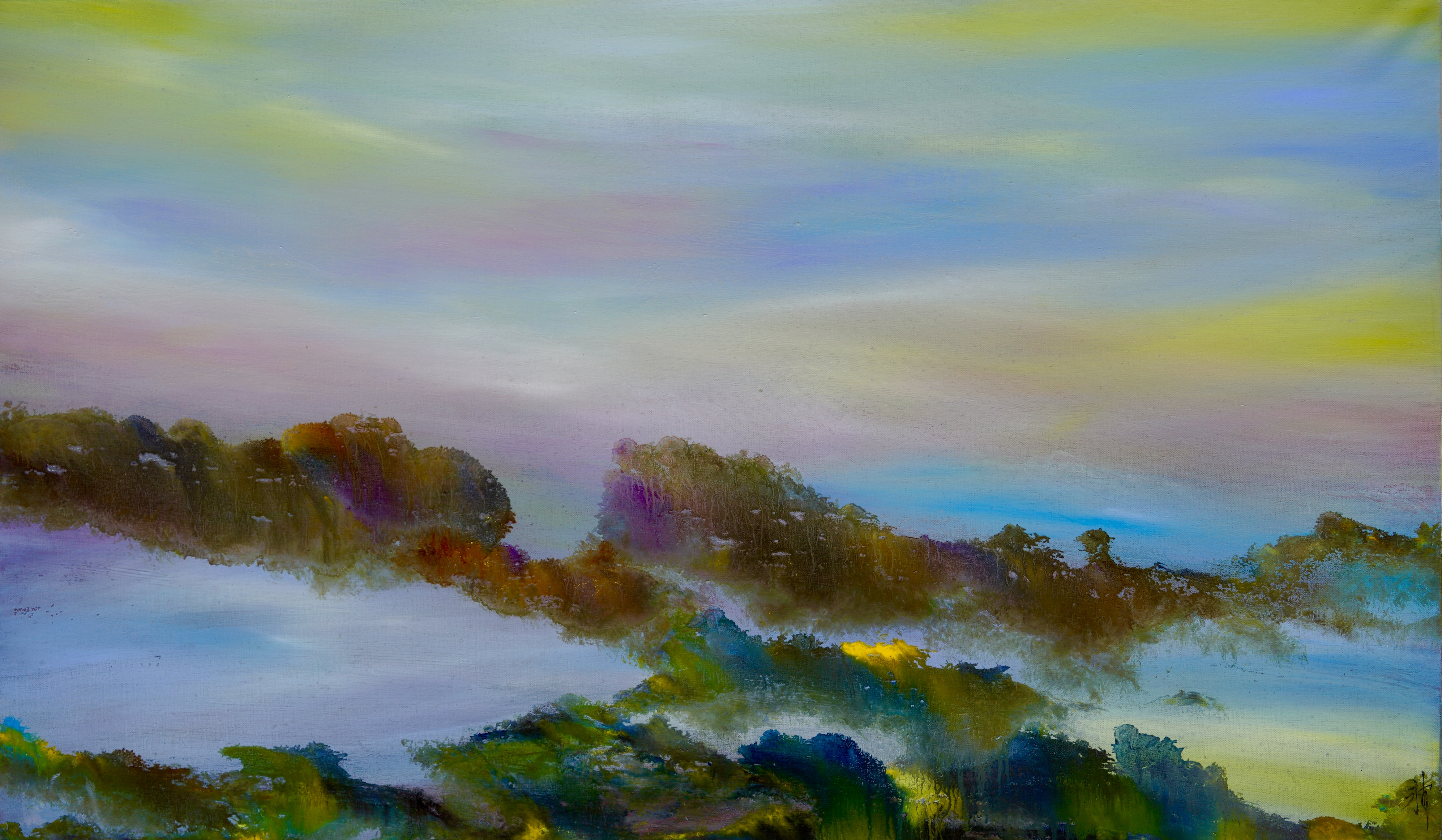
梦想的力量之六 布面油画 2017
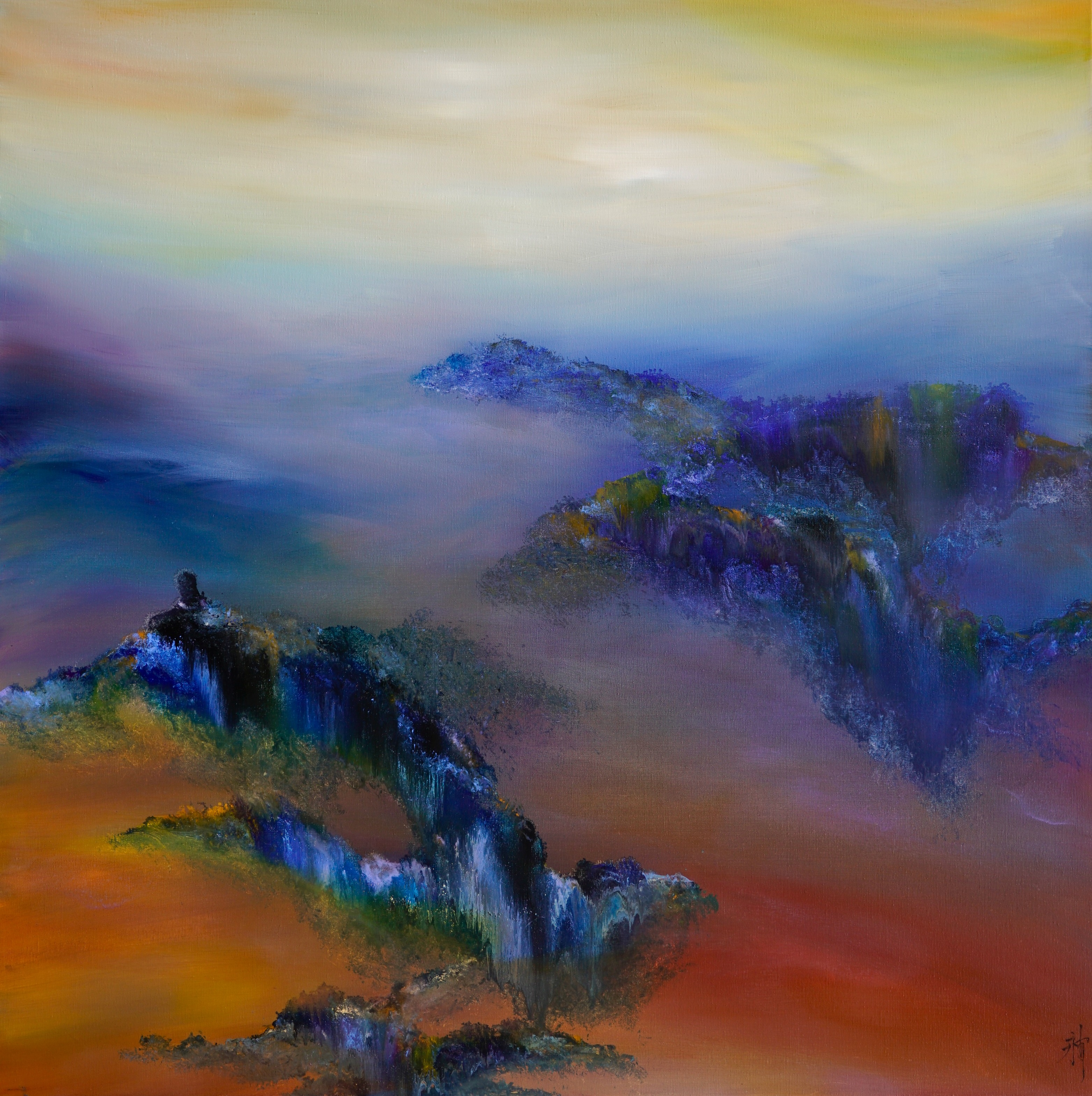
梦想的力量之八 布面油画 2017
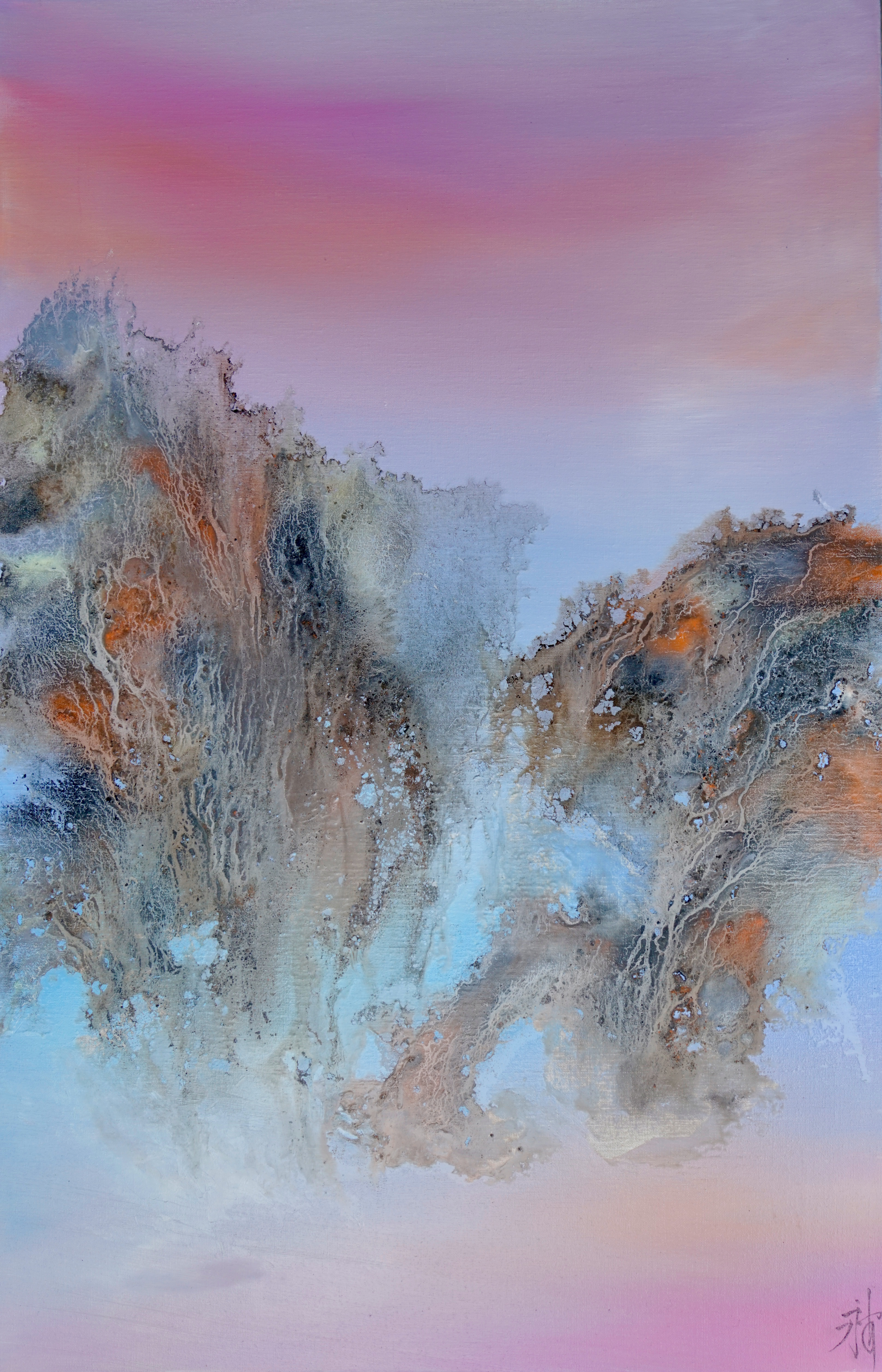
理性与感性 布面油画 2019
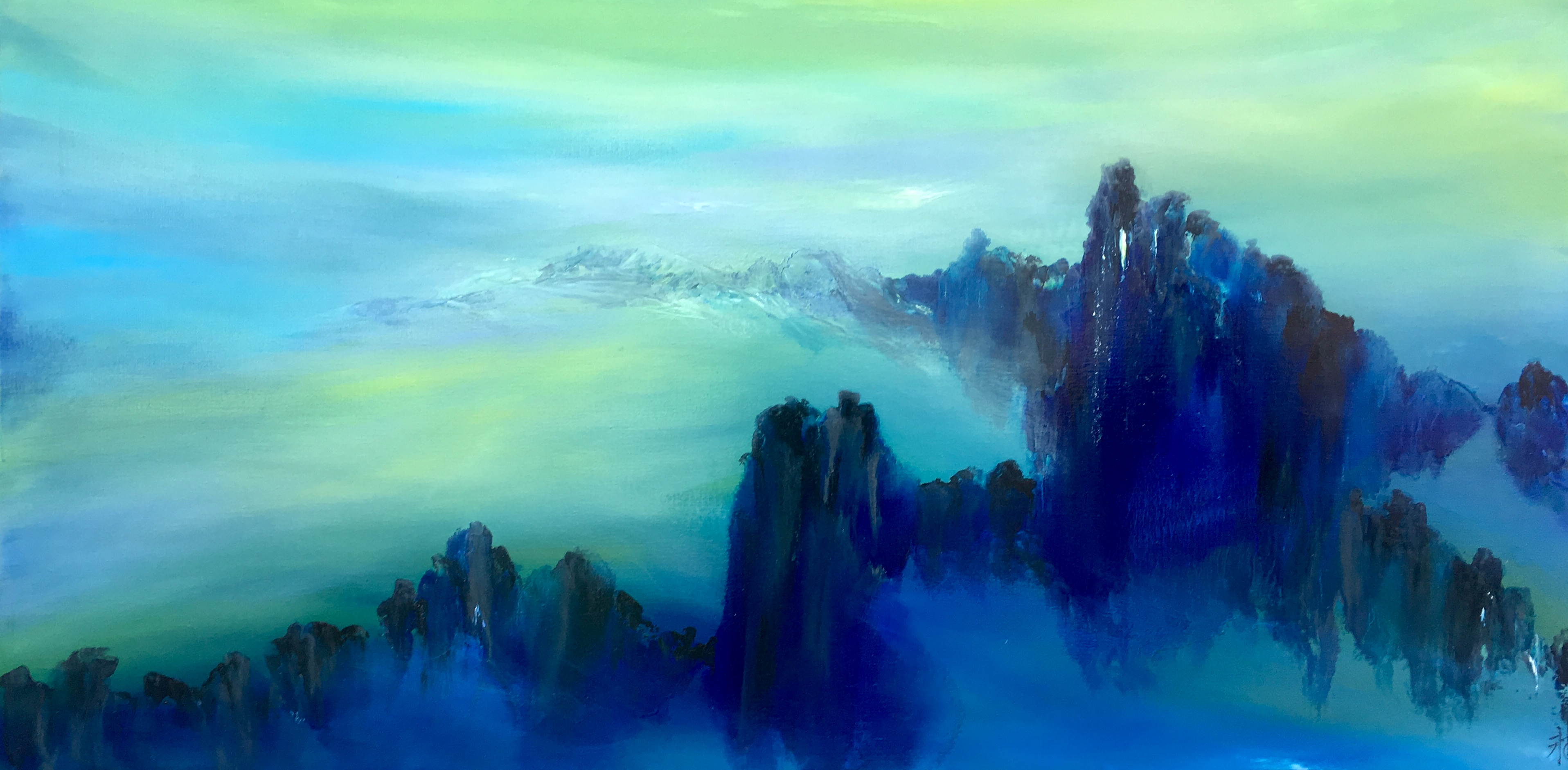
复兴之路 布面油画 2019
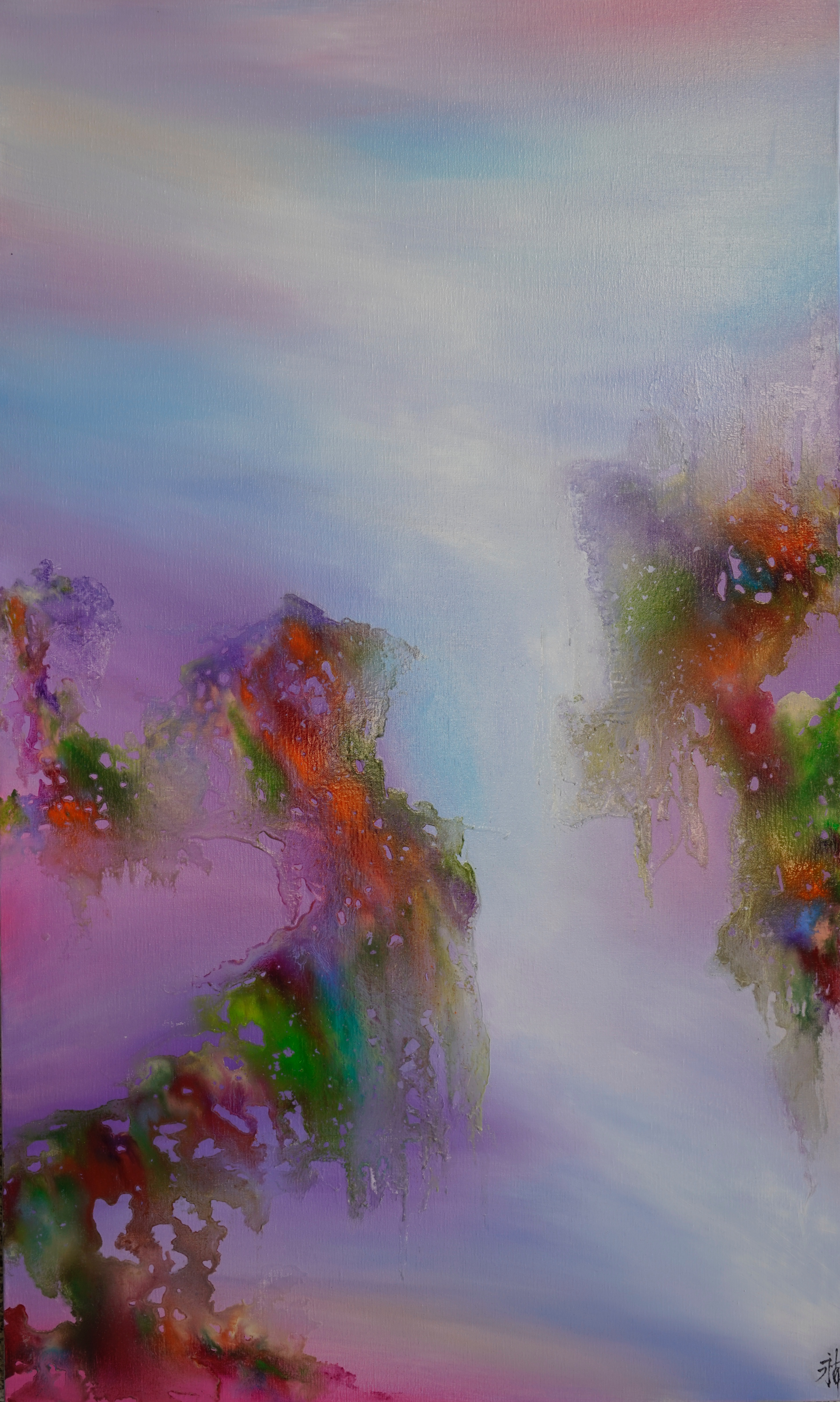
与马蒂斯对话 布面油画 2019
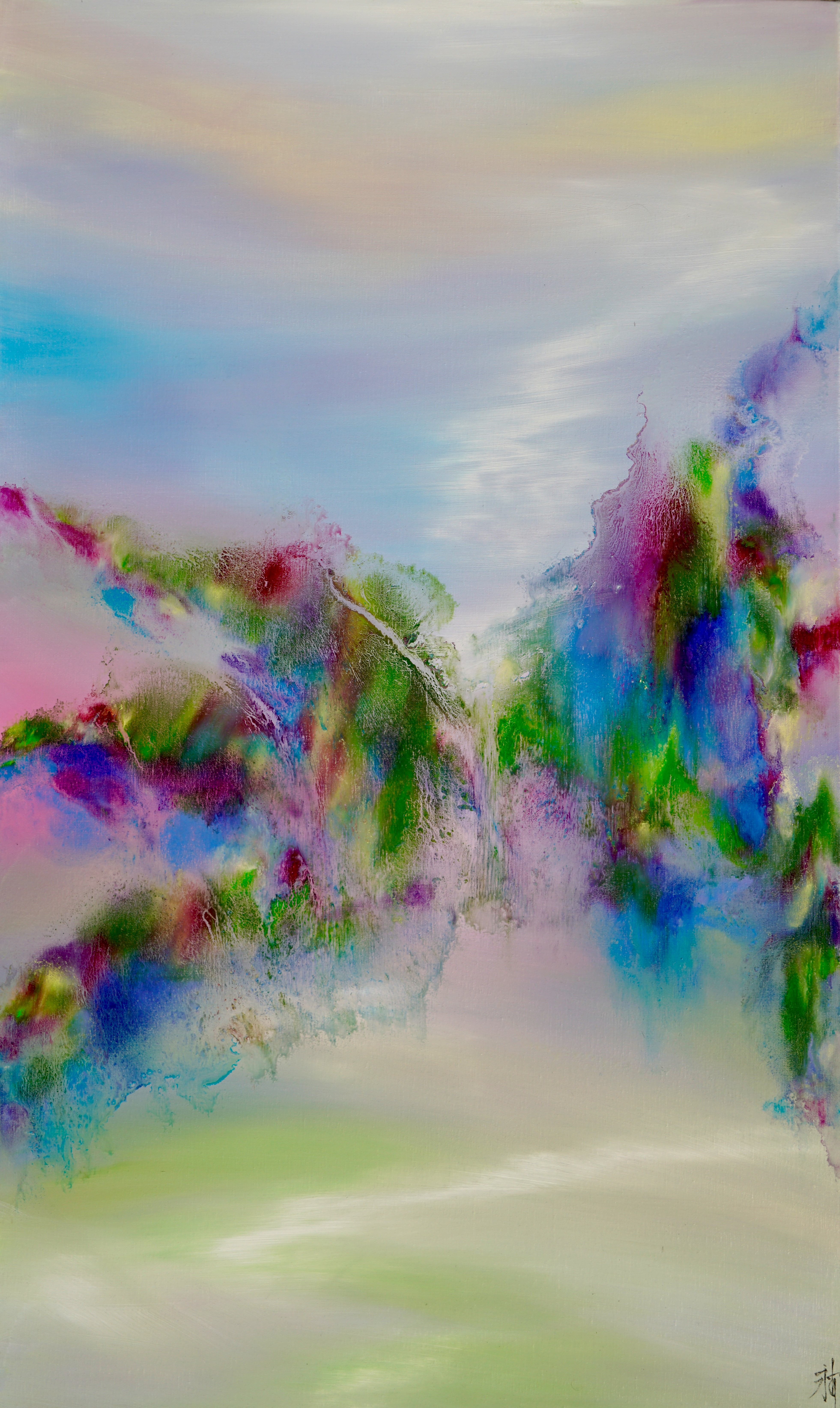
Photo of an oil painting of Ch. LU in 2019]] |缩略图|向莫奈致敬 布面油画 2019
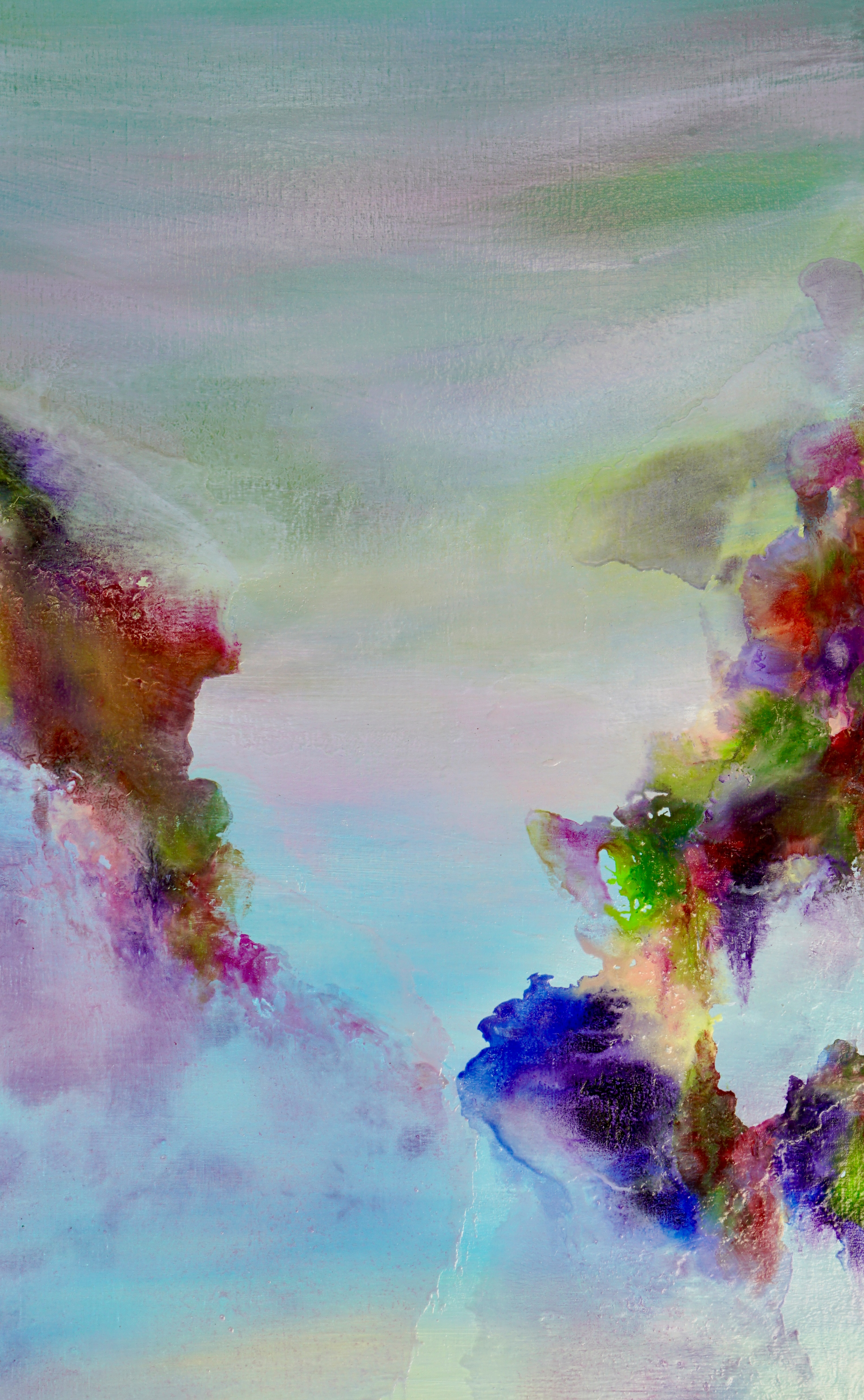
忆塞尚 布面油画 2019
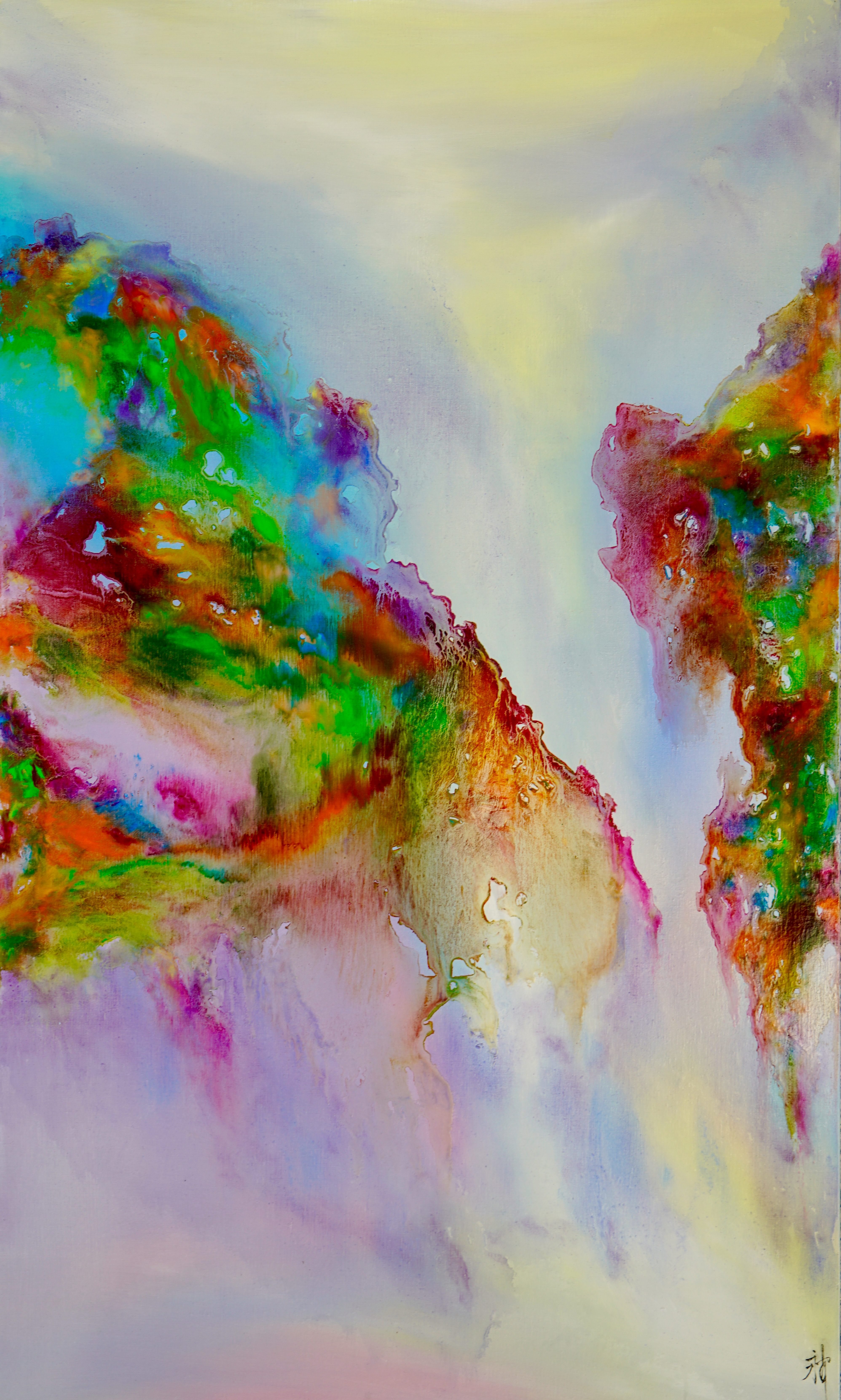
忆梵高 布面油画 2019